# Longueville-sur-Scie
Longueville-sur-Scie – miejscowość i gmina we Francji, w regionie Normandia, w departamencie Sekwana Nadmorska.
Według danych na rok 1990 gminę zamieszkiwało 820 osób, a gęstość zaludnienia wynosiła 207 osób/km² (wśród 1421 gmin Górnej Normandii Longueville-sur-Scie plasuje się na 293. miejscu pod względem liczby ludności, natomiast pod względem powierzchni na miejscu 774.).

## Zabytki
- ruiny XI-wiecznego zamku normańskiego - budowla posiadała kamienny mur[1] ale nie odnaleziono śladu wież. Prawdopodobnie reszta zabudowy była drewniana.